# Lomatium junceum
Lomatium junceum är en växtart i släktet Lomatium och familjen flockblommiga växter. Den beskrevs av Rupert Charles Barneby och Noel Herman Holmgren 1979.
Arten är en perenn ört som endast återfinns i Utah i USA.